# First European Air Traffic Controller Selection Test
Der First European Air Traffic Controller Selection Test (FEAST) ist ein Test der europäischen Flugsicherungsbehörde Eurocontrol. Er dient als erste Selektion der Bewerber für den Beruf des Flugverkehrsleiters und wird derzeit in 44 Mitgliedstaaten (zivil und militärisch) der Eurocontrol verwendet, insbesondere von der Eurocontrol selbst. Teilnehmen können alle, die Flugverkehrsleiter werden möchten und die Staatsbürgerschaft eines Mitgliedstaates der Eurocontrol haben (Albanien, Armenien, Österreich, Belgien, Bosnien und Herzegowina, Bulgarien, Kroatien, Zypern, Tschechien, Dänemark, Finnland, Frankreich, Deutschland, Griechenland, Ungarn, Irland, Italien, Litauen, Luxemburg, Mazedonien, Malta, Moldawien, Monaco, Niederlande, Norwegen, Polen, Portugal, Rumänien, Serbien, Slowakei, Slowenien, Spanien, Schweden, Schweiz, Türkei, Ukraine und das Vereinigte Königreich). Für die Teilnahme am Test gibt es bei Eurocontrol ein oberes Alterslimit von 25 Jahren. Ein solches oberes Alterslimit herrscht bei anderen nationalen Flugsicherungen nicht.
Beginnend im Jahre 2000 wurde Ende 2003 der Entwurf für den FEAST fertiggestellt und im Jahre 2004 erstmals von Eurocontrol erprobt und die ersten Testergebnisse evaluiert. Im Jahre 2005 wurde entschieden, das Testpaket weiterzuführen. Im selben Jahr zeigten erste Mitgliedstaaten der Eurocontrol Interesse und verwendeten den Test selbst.
Die Dauer des Tests ist unterschiedlich, insofern verschiedene nationale Flugsicherungen zusätzlich zum FEAST noch spezielle Tests durchführen, die sie ebenfalls als wichtig erachten. Grundsätzlich dauert er, inklusive Pausen etwa acht Stunden. Manche Flugsicherungen splitten den Test auch in zwei Teile, so dass man für den letzten Testteil nur dann eingeladen wird, wenn man die vorhergehenden Tests erfolgreich absolviert hat. Somit muss man nur 2½ Stunden (mit Pausen) einen Teil des Tests absolvieren und wird für den Restteil erneut eingeladen.

## Vorbereitung und Zukunft des FEAST
Voraussetzung für eine erfolgreiche Teilnahme an diesem Test sind eine rasche Kombinationsfähigkeit und logisches Denken sowie eine Resistenz gegen Stress. Wer sich vorbereiten will muss diese Eigenschaften trainieren. Einige Flugsicherungen bieten frei zugängliche Tests an, mit denen man z. B. seine Reaktionszeit trainieren kann. Es gibt Software zur Vorbereitung auf diesen Test.
Ganz allgemein kann man jedoch versuchen sich seine Englischkenntnisse zu verbessern, um den Test zu bestehen: Alle Testanweisungen sind in englischer Sprache und selbst die Flugsicherungen, bei denen der Test in der eigenen Landessprache abläuft, werden die Anweisungen für den letzten Teil auf Englisch gegeben.

## Inhalt
Fast alle Teile des FEAST sind nach dem System von Multiple Choice aufgebaut. Derzeit sieht der Test (in groben Zügen) folgendermaßen aus:
- In einem Koordinatensystem sind Flugzeuge in Form von Punkten in einem karierten Raster angegeben. Horizontal „A, B, C, D, E“ und vertikal „1, 2, 3, 4, 5“. Z. B. ist der Punkt C3 die Kreuzung von der von C ausgehenden Linie und der von 3 ausgehenden Linie. In diesem karierten Raster hat ein Quadrat die Längeneinheit 10. Die Himmelsrichtungen werden wie im Einheitskreis mit 45°, 90°, 135°, 180°, 225°, 270°, 315° und 360°, bzw. 0° angegeben. Man muss je nach Aufgabenstellung die Entfernung eines Flugzeuges zu einem anderen Punkt angeben, insbesondere muss man schätzen. Auch muss man je nach Aufgabenstellung angeben, ob sich ein Flugzeug um wie viel Grad nach links oder rechts drehen muss, um zu einem in der Aufgabenstellung angegebenen Punkt zu gelangen. Teilweise muss ein Flugzeug über einen anderen Zwischenpunkt zu einem angegebenen Zielpunkt gelangen und man muss aus der Sicht des Flugzeuges angeben, um wie viel Grad es sich nach links oder rechts drehen muss und welche Entfernung es dabei zurückzulegen hat. Es sind viele Punkte im Raster angegeben, aber man muss schnell die relevanten Punkte finden. Es herrscht Zeitlimit.

- Reaktionstest: Zunächst muss man eine Taste dann drücken, wenn sich zwei Objekte (ein bewegender Balken und ein plötzlich auftretender, sich bewegender Punkt) treffen, die aufeinander zufliegen. Anschließend wird der Bildschirm „geteilt“, man muss sich also auf mehrere Objekte gleichzeitig konzentrieren. Am Schluss muss man sich auf vier Teile gleichzeitig konzentrieren. Teilweise kehren die Punkte um und treffen den Balken erneut. Sowohl die Balken, als auch die Punkte fliegen in unterschiedlich hoher Geschwindigkeit.

- Der Englischteil besteht aus 2 Teilen:
  - Im 1. Teil  hört man einen Satz, der durch einen Beep-Ton unterbrochen wird. Aus einer Liste von Wörtern muss man das Wort aussuchen, das am besten zum Gesamtkontext des Satzes passt.
  - Der 2. Teil ist das "ganzheitliche" Verständnis der englischen Sprache: Man muss 2 Texte mit 2 verschiedenen Themen lesen: Im 1. Text geht es um das Verhältnis zwischen Arbeitgeber und Arbeitnehmer in einer Firma, insbesondere darum, wie mit Fehlern von Mitarbeitern umgegangen wird. Insbesondere muss man zwischen "bestrafbaren" und "nicht bestrafbaren", bzw. "vermeidbaren" und "nicht vermeidbaren" Fehlern unterscheiden, um gleichzeitig ein gutes Betriebsklima aufrechtzuerhalten. Der 2. Text thematisiert das Verhältnis von Firmen und Medien, besonders, wie man einen firmeninternen Medienrat den Ruf der Firma in Zusammenarbeit mit den Medien aufrechterhält.

- Im Anflugteil geht es darum, mehrere Flugzeuge zur Landebahn zu lotsen, wobei es vorkommen kann, dass eine der zwei oder mehreren Landebahnen gesperrt ist. Der Pfeil auf den Landebahnen heißt, dass die Flugzeuge von dieser Richtung kommend landen müssen. Grundsätzlich haben schnellere Flugzeuge den Vorrang (die Geschwindigkeit steht rechts unterhalb der Flugzeuge), manchmal aber auch nicht, je nachdem welche Nachricht am oberen Teil des Bildschirms steht. Das Überfliegen einer Start- und Landebahn sowie das Kreuzen einer Flugroute eines anderen Flugzeuges ist verboten. Manchmal kommt die Nachricht, dass Flugzeuge über einer gewissen Geschwindigkeit nicht landen dürfen, oder, dass ein bestimmtes Flugzeug sofort landen muss. Es herrscht Zeitlimit. Insgesamt sind es 24 Aufgaben.

- In einem sehr lange dauernden Reaktionstest geht es im ersten Teil darum, Figuren zuzuordnen. Am unteren Teil des Bildschirms sind Tasten zum Anklicken zu sehen. Auf den Tasten sind die Formen (z. B. Kreis, Viereck, Dreieck, Raute …). Am oberen Teil erscheint nun eine Form. Der Bewerber hat nun etwa eine Sekunde Zeit, diese Figur den unteren Tasten zuzuordnen. Teilweise muss nach Farbe der Figur zugeordnet werden, unabhängig von der Figur selbst. Manchmal kommt die Nachricht die Figuren anders zuzuordnen (z. B. ein Kreis entspricht nun einer Raute, oder bei einer bestimmten Farbe anders zuordnen). Neben der gezeigten Figur links erscheint sehr oft rechts eine weitere Figur. Sind beide gleich, muss immer (egal, welche Nachricht erscheint und egal, um welche Figur es sich handelt) die sog. „Gleichheitstaste“ gedrückt werden. Der zweite Teil ist beinahe genauso wie der erste aufgebaut, nur mit Zahlen, die man zuordnen muss. Z. B. liegt die Zahl 48 in der Kategorie „0–99“. Teilweise wird aber auch hier die Aufgabenstellung verändert, etwa dahingehend, wenn die Quersumme kleiner als eine bestimmte Zahl ist, oder wenn die Zahl die Ziffer 1 enthält, muss man die vorliegende Zahl anders einordnen. Auch hier erscheint stets rechts neben der auftretenden Zahl eine weitere Zahl. Sind beide gleich, muss auch hier die „Gleichheitstaste“ gedrückt werden und zwar wieder unabhängig von der Zahl oder der Nachricht.

- Beim Würfeltest geht es darum, das räumliche Vorstellungsvermögen zu testen. Es wird als Muster ein aufgeklappter Würfel gezeigt, den man im Kopf zusammensetzen muss. Dafür hat man zwei Vorlagen an Würfeln, sowie eine dritte Möglichkeit, dass keiner der Vorlagen dem vom Bewerber zusammengesetzten Würfel entspricht. Es sind 36 Würfel, für die man 25 Minuten Zeit hat. Hier wird insbesondere die Links-Rechts-Koordination geprüft, da auf den Flächen des aufgeklappten Würfels neben weißen, blauen und orangen Flächen hauptsächlich Pfeile zu sehen sind, die natürlich je nach im Kopf zusammengesetzten Würfel in unterschiedliche Richtungen zeigen. (An dieser Stelle endet der erste Teil des Tests bei den Flugsicherungen, die ihn „splitten“ (s. o.)).

- Im letzten Test, dessen Erklärung man sich etwa 90 Minuten selbst erarbeiten muss, geht es darum, mittels Flugstreifen lokale und opposite Konflikte zu erkennen. Dies ist der sogenannte „Air Strip Test“; mehr dazu siehe unter Konflikt (Flugsicherung). Allerdings wurde dieser Test mittlerweile von dem sogenannten DART Test abgelöst, in dem eine Radarsimulation getestet wird.[2]

Manche Flugsicherungen haben zusätzliche Tests eingebaut, z. B. Reaktionszeit, oder aus einem Wirrwarr eine Figur herauszuerkennen.

## Ergebnis
Die Ergebnisse werden anhand von Balken in einer Skala von 0–10 dargestellt. Je länger der Balken, desto besser. Im letzten Test wird eine sogenannte „Lernkurve“ in einem kartesischen Koordinatensystem aufgezeichnet, wobei die X-Achse die Zeit ist. Ziel ist es, dass man die Entwicklung des Bewerbers während des Tests ablesen kann. Je näher die Linie bei der X-Achse verläuft, desto besser.
Während des Tests ist der Kandidat per Internet mit dem Zentralcomputer der Eurocontrol in Brüssel verbunden. Dieser Computer errechnet die Ergebnisse.
Das Limit, bei dem man in die nächste Runde kommt, oder eben nicht, ist je nach Land unterschiedlich.
Die erfolgreiche Teilnahme an einem FEAST kann auch angerechnet werden, wenn man bei einer anderen Flugsicherung arbeiten möchte und diese denselben Test verwenden. Für diesen Fall hat Eurocontrol ein spezielles Formular, das man ausfüllen muss.
Die Mitgliedstaaten haben unterschiedliche Auffassungen, ob ein Bewerber es noch erneut versuchen darf oder nicht. Als Grundregel gelten bei Eurocontrol jedoch zwei Jahre Wartezeit.
Schafft man den Test nicht, so sagt dies jedoch noch nichts über Intelligenz, oder gar Dummheit eines Kandidaten aus. Eurocontrol selbst weist darauf hin, dass dieser Test keinerlei Auskunft über sonstige Qualitäten und Fähigkeiten eines Menschen erteilt. Beispielsweise ist, mit wenigen Ausnahmen, in diesem Test kein „vernetztes“ Denken gefragt, sondern eher ein eidetisches Denkschema. Die Fähigkeit zur Eidetik nimmt aber ab, je älter man wird, da dies von „richtigem“, also vernetztem Denken abhält.

## Kritik und Lob am FEAST
Nicht alle Mitgliedstaaten der Eurocontrol verwenden den FEAST. Auch gibt es internationale Kritik an dem Aufbau des Testpakets. Etwa dahingehend, dass ein entscheidendes Element, das ein Fluglotse haben muss, zwar vorhanden ist, aber nicht intensiv getestet wird: Kopfrechnen. Außerdem wird bei diesem Test primär das auditive (hören), weniger aber das visuelle (sehen) Kurzzeitgedächtnis abgefragt.
Weitere Kritik bezieht sich auf den Englischteil des FEAST: Flugsicherungen führen deshalb manchmal einen zusätzlichen mündlichen Englischtest (nach erfolgreichem Test) ein, der dem heutigen „English-ICAO Level 4“ entspricht, das alle Piloten und Fluglotsen haben müssen. Hierbei findet ein Gespräch mit englischen, oder irischen Fluglotsen statt, wobei bewertet wird, wie gut die Englischkenntnisse des Bewerbers sind. Viele Kandidaten, die im Englischteil des Tests mittelmäßige oder etwas schlechtere Punktzahlen erhielten, schafften den mündlichen Englischtest (gemäß dem internationalen „English-ICAO Level 4“) sehr leicht. Somit wird generell die allgemeine Aussagekraft der Ergebnisse des Englischteils angezweifelt.
Andererseits gilt der FEAST im Vergleich zu anderen Aufnahmetests für die Flugsicherung als ein ausgesprochen fairer Test: Sofern er direkt bei der Eurocontrol absolviert wird, werden dem Bewerber sämtliche Reisekosten, Unterkunft und Verpflegung bezahlt. Somit haben alle Schichten der Gesellschaft, auch insbesondere Bewerber von ärmeren Mitgliedsländern der Eurocontrol, eine faire und realistische Chance. Außerdem wird bei dem Test kein Wert auf physikalische oder speziell mathematische Fähigkeiten gelegt. Auch psychologische oder medizinische „Vorausscheidungen“ gibt es nicht: Da von Seiten der Eurocontrol alle Nationalitäten aller Mitgliedsländer der Eurocontrol ermutigt werden sollen teilzunehmen, die Schulsysteme aber sehr unterschiedlich sind, wird hauptsächlich auf ganz allgemeine Fähigkeiten Wert gelegt. Außerdem ist eine erneute Teilnahme möglich (siehe oben).